# Пти Бален
Пти Бален (Река на малките китове) (на английски: Little Whale River; на френски: Petite rivière de la Baleine) е река в източната част на Канада, северната част на провинции Квебек, вливаща се в източната част на Хъдсъновия залив. Дължината ѝ от 380 км ѝ отрежда 99-о място в Канада.
Река Пти Бален изтича от малко безименно езеро на около 420 м н.в., в централната част на п-ов Лабратор. Тече в западна посока, като преминава през десетки проточни езера, най-голямо от които е езерото Пти Лак дьо Лу Марен. На около 70 км преди устието получава отляво най-големия си приток река Бутин и се влива в източната част на Хъдсъновия залив, на 20 км южно от залива Гийом Делил.
Площта на водосборния басейн на реката е 15 900 km2.
Многогодишният среден дебит в устието на Пти Бален е 280 m3/s. Максималният отток на реката е през юни и юли, а минималният – през февруари – март. Подхранването ѝ е снежно-дъждовно. От ноември до края на април или началото на май реката замръзва.
Името на реката на инуктитут е Qilalugarsiuviup Kuunga, което в превод означава „място, където се ловува белуга (бял кит)“
За първи път реката се споменава през 1744 г. от търговския агент на компанията „Хъдсън Бей“, търгуваща с ценни животински кожи под името Wapamed-Us-Sosh – „река на белите китове“.
Сегашното название на реката се появява за първи път на 25 юни 1744 г. в корабния дневник на капитаните на два кораба Томас Мичъл и Джон Лонгланд, които по поръчение на „Хъдсън Бей“ изследват източните брегове на Хъдсъновия залив, устието и най-долното ѝ течение.
От 1853 до 1890 г. компанията поддържа търговски пункт в устието на реката, който сега не съществува.